# 1-й Котельнический переулок
1-й Коте́льнический переу́лок — улица в центре Москвы в Таганском районе между Гончарной улицей и Котельнической набережной.

## История
До 1954 года назывался Котельнический переулок. Порядковый номер получил при образовании других Котельнических переулков. Название получил по существовавшей в этой местности дворцовой Котельнической слободе (она же Котельники), где жили мастера, изготовлявшие котлы. Впервые слобода упоминается в 1547 году.

## Описание
1-й Котельнический переулок начинается от Гончарной, проходит на запад до Котельнической набережной. Слева по переулку находится Храм Святителя Николая в Котельниках.

## Здания и сооружения
По нечётной стороне:

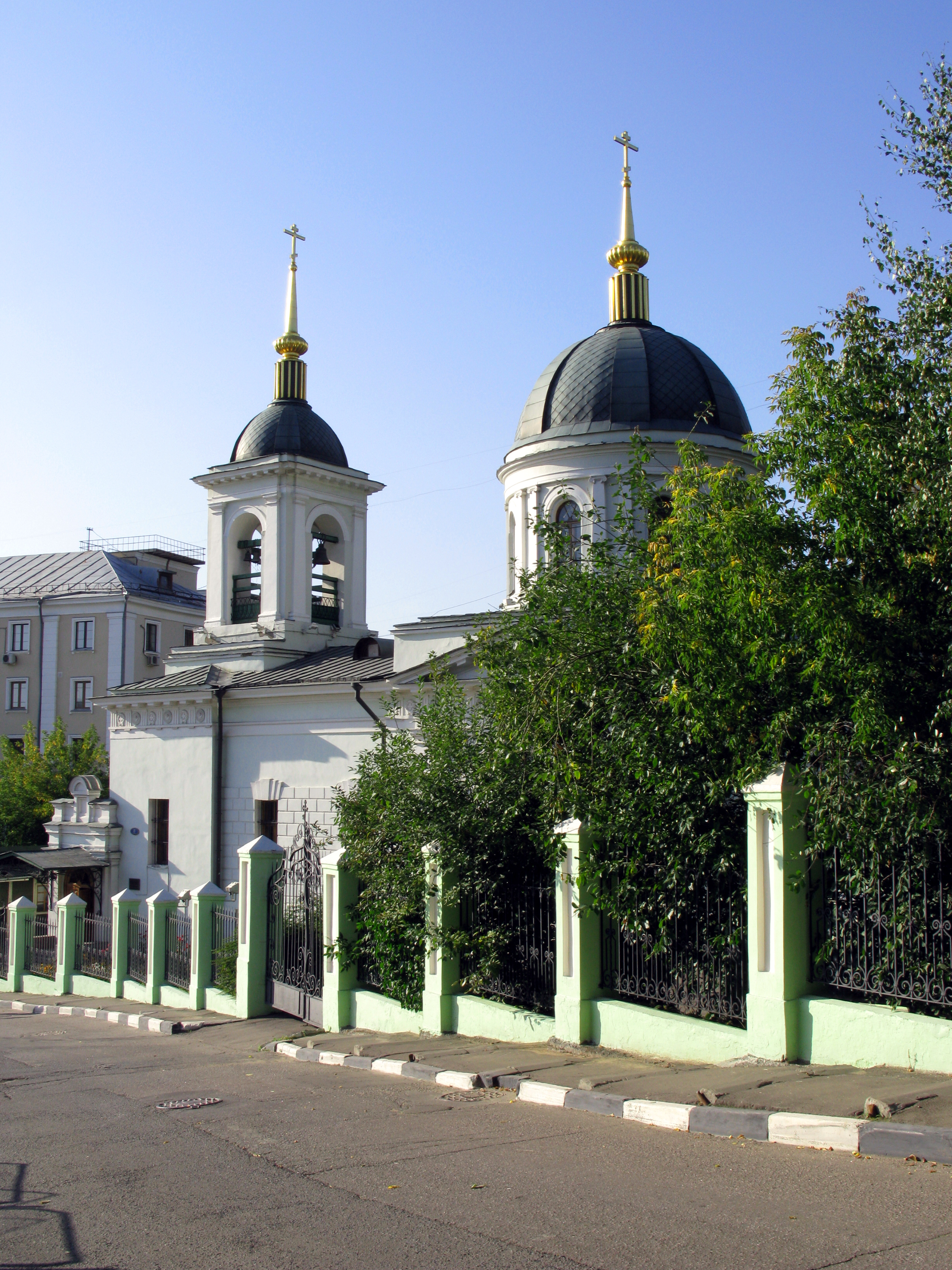
№ 8. Храм Святителя Николая в Котельниках.

- № 3 — Ансамбль городской усадьбы Шапкиных — В. П. Щукина — М. Ф. Михайлова — памятник архитектуры;
- № 5 — школа № 2104 на Таганке (корпус 2);
- № 5, стр. 1, 2 — Доходный дом Шиховых с хозяйственной постройкой (1899, архитектор Н. П. Марков), ценный градоформирующий объект.

По чётной стороне:
- № 4 — школа № 2104 на Таганке (корпус 1, дошкольное отделение);
- № 8 — Храм Святителя Николая в Котельниках.